# Morosaglia
Morosaglia (en cors Merusaglia) és un municipi francès, situat a la regió de Còrsega, al departament d'Alta Còrsega. L'any 1999 tenia 1.008 habitants.

## Demografia
| 1962 | 1968 | 1975 | 1982 | 1990 | 1999  |
| ---- | ---- | ---- | ---- | ---- | ----- |
| 550  | 694  | 750  | 854  | 883  | 1.008 |

## Administració
| Període | Identitat        | Partit | Qualitat |  |
| ------- | ---------------- | ------ | -------- |  |
| 2001-   | Vincent Cognetti |        |          |  |

## Personatges il·lustres
- Pascal Paoli